# Tamás Holovits
Tamás Holovits (* 14. Dezember 1950 in Balatonföldvár; † Februar 2023) war ein ungarischer Regattasegler.

## Werdegang
Tamás Holovits wurde 1977 erstmals mit seinem Bruder György ungarischer Meister in der Starklasse. Bei den Olympischen Spielen 1980 belegten die beiden Brüder in Tallinn den zehnten Platz in der Star-Regatta. Eine weitere Olympiateilnahme scheiterte am ungarischen Boykott der Spiele in Los Angeles.
Zwischen 1994 und 1998 war Tamás Holovits Gemeinderatsmitglied von Balatonföldvár und wurde erster Ehrenbürger der Stadt.